# القديس ملاشي
     لشخصية أخرى تحمل اسم Malachy، طالع Malachy (توضيح).
القديس مالاشي (بالإنجليزية: Saint Malachy)، واسمه الأصلي بالأيرلندية: Máel Máedóc Ua Morgair، وُلد عام 1094 وتوفي في 2 نوفمبر 1148، هو قديس أيرلندي شغل منصب رئيس أساقفة أرماغ. يُنسب إليه العديد من المعجزات، بالإضافة إلى رؤيا مزعومة تتعلق بـ 112 بابا، والتي أصبحت تُعرف لاحقًا بـ "نبوءة البابوات".
حياته
وُلد مالاشي في أرماغ، أيرلندا، عام 1094. تلقى تعليمه الديني تحت إشراف إيمار أوهاغان، الذي أصبح لاحقًا رئيس دير أرماغ. رُسم كاهنًا عام 1119 على يد سيلشوس، رئيس أساقفة أرماغ آنذاك. بعد فترة قصيرة، عُيّن نائبًا لرئيس الأساقفة، حيث عمل على تطبيق الإصلاحات الكنسية وتعزيز الممارسات الرومانية في الكنيسة الأيرلندية.
رئيس دير بانغور
في عام 1123، أصبح مالاشي رئيسًا لدير بانغور، وهو أحد أهم المواقع الدينية في شمال شرق أيرلندا. في العام التالي، عُيّن أسقفًا لأسقفية داون وكونور. خلال فترة خدمته، عمل على تنظيم الأبرشيات وفقًا لخطط الإصلاح الكنسي، وأدخل الطقوس الرومانية، وشجع على الاعتراف والتثبيت، كما كان معروفًا بعنايته بالفقراء والمرضى.
رئيس أساقفة أرماغ
في عام 1132، عُيّن مالاشي رئيسًا لأساقفة أرماغ، لكنه واجه صعوبات في تولي المنصب بسبب النزاعات الداخلية. بعد عامين، تمكن من استلام منصبه بعد شراء "عصا يسوع" من نيل، الذي كان يدعي المنصب. خلال فترة خدمته، عمل على إصلاح الكنيسة وتعزيز الانضباط الكنسي.
وفاته وتقديسه
توفي مالاشي في 2 نوفمبر 1148 في دير كليرفو في فرنسا، أثناء رحلته إلى روما. تم تقديسه رسميًا عام 1190 من قبل البابا كليمنت الثالث، ليصبح أول قديس أيرلندي يُعلن قداسته رسميًا.
نبوءة البابوات
تُنسب إلى مالاشي "نبوءة البابوات"، وهي سلسلة من العبارات اللاتينية الغامضة التي يُقال إنها تتنبأ بأسماء 112 بابا. نُشرت هذه النبوءة لأول مرة عام 1595، ويعتقد العديد من الباحثين أنها مزيفة وتعود للقرن السادس عشر.
1. 1 2 3 4  معرف شخص في التسلسل الهرمي الكاثوليكي: omorgair.
2. ↑  معرف التسلسل الهرمي الكاثوليكي لأبرشية: arma.
3. ↑  مذكور في: مكنز المتحف البريطاني للأشخاص والمؤسسات. مُعرِّف المتحف البريطاني للأشخاص والمؤسسات (BM): 198241. باسم: St Malachy. الوصول: 9 أكتوبر 2017.
4. ↑  مذكور في: قاموس الروحانية. معرف قاموس الروحانية: 5651. باسم: MALACHIE (saint). الوصول: 9 أكتوبر 2017. لغة العمل أو لغة الاسم: الفرنسية. الرَّقم التَّسلسليُّ المِعياريُّ الدَّوليُّ (ISSN): 0336-8106.
5. ↑  مذكور في: الموسوعة الكتالونية الكبرى. مُعرِّف الموسوعة الكتالونية الكبرى (المخطط السابق): 0039410. باسم: Malaquies. الوصول: 9 أكتوبر 2017. الناشر: Grup Enciclopèdia. لغة العمل أو لغة الاسم: القطلونية.
6. ↑  مذكور في: التسلسل الهرمي الكاثوليكي.أورج. معرف شخص في التسلسل الهرمي الكاثوليكي: omorgair. الوصول: 14 أكتوبر 2020. لغة العمل أو لغة الاسم: الإنجليزية.
7. ↑  مذكور في: التسلسل الهرمي الكاثوليكي.أورج. معرف شخص في التسلسل الهرمي الكاثوليكي: omorgair. الوصول: 4 فبراير 2021. لغة العمل أو لغة الاسم: الإنجليزية.